# National League 2018-2019 (Inghilterra)
La National League 2018-2019, conosciuta anche con il nome di Vanarama National League per motivi di sponsorizzazione, è stata la 40ª edizione del campionato inglese di calcio di quinta divisione, nonché il 15º con il formato attuale.

## Squadre partecipanti
| Squadra                | Città                       | Stadio                          | Stagione precedente                         |
| ---------------------- | --------------------------- | ------------------------------- | ------------------------------------------- |
| Fylde                  | Wesham                      | Damson Park                     | 7º posto in National League                 |
| Aldershot Town         | Aldershot                   | Recreation Ground               | 7º posto in National League                 |
| Barnet                 | Londra (High Barnet)        | The Hive Stadium                | 23º posto in EFL League Two, retrocesso     |
| Barrow                 | Barrow-in-Furness           | Holker Street                   | 20º posto in National League                |
| Boreham Wood           | Borehamwood                 | Meadow Park                     | 4º posto in National League                 |
| Braintree Town         | Braintree                   | Cressing Road                   | 6º posto in National League South, promosso |
| Bromley                | Londra (Bromley)            | Hayes Lane                      | 9º posto in National League                 |
| Chesterfield           | Chesterfield                | Proact Stadium                  | 24º posto in EFL League Two, retrocesso     |
| Dagenham & Redbridge   | Londra (Barking e Dagenham) | Victoria Road                   | 11º posto in National League                |
| Dover Athletic         | Dover                       | Crabble Athletic Ground         | 8º posto in National League                 |
| Eastleigh              | Eastleigh                   | Ten Acres                       | 14º posto in National League                |
| Ebbsfleet United       | Northfleet                  | Stonebridge Road                | 6º posto in National League                 |
| Gateshead              | Gateshead                   | Gateshead International Stadium | 17º posto in National League                |
| Halifax Town           | Halifax                     | The Shay                        | 16º posto in National League                |
| Harrogate Town         | Harrogate                   | Wetherby Road                   | 2º posto in National League North, promosso |
| Hartlepool United      | Hartlepool                  | Victoria Park                   | 15º posto in National League                |
| Havant & Waterlooville | Havant                      | West Leigh Park                 | 1º posto in National League South, promosso |
| Leyton Orient          | Londra (Leyton)             | Brisbane Road                   | 13º posto in National League                |
| Maidenhead United      | Maidenhead                  | York Road                       | 12º posto in National League                |
| Maidstone United       | Maidstone                   | Gallagher Stadium               | 19º posto in National League                |
| Salford City           | Salford                     | Moor Lane                       | 1º posto in National League North, promosso |
| Solihull Moors         | Solihull                    | Damson Park                     | 18º posto in National League                |
| Sutton United          | Londra (Sutton)             | Gander Green Lane               | 3º posto in National League                 |
| Wrexham                | Wrexham                     | Racecourse Ground               | 10º posto in National League                |

## Classifica finale
|  | Pos. | Squadra                | Pt | G  | V  | N  | P  | GF | GS | DR  |
|  | ---- | ---------------------- | -- | -- | -- | -- | -- | -- | -- | --- |
|  | 1.   | Leyton Orient          | 89 | 46 | 25 | 14 | 7  | 73 | 35 | +38 |
|  | 2.   | Solihull Moors         | 86 | 46 | 25 | 11 | 10 | 73 | 43 | +30 |
|  | 3.   | Salford City           | 85 | 46 | 25 | 10 | 11 | 77 | 45 | +32 |
|  | 4.   | Wrexham                | 84 | 46 | 25 | 9  | 12 | 58 | 39 | +19 |
|  | 5.   | Fylde                  | 81 | 46 | 22 | 15 | 9  | 72 | 41 | +31 |
|  | 6.   | Harrogate Town         | 74 | 46 | 21 | 11 | 14 | 78 | 57 | +21 |
|  | 7.   | Eastleigh              | 74 | 46 | 22 | 8  | 16 | 62 | 63 | −1  |
|  | 8.   | Ebbsfleet Utd          | 67 | 46 | 18 | 13 | 15 | 64 | 50 | +14 |
|  | 9.   | Sutton Utd             | 65 | 46 | 17 | 14 | 15 | 55 | 60 | −5  |
|  | 10.  | Barrow                 | 64 | 46 | 17 | 13 | 16 | 52 | 51 | +1  |
|  | 11.  | Bromley                | 60 | 46 | 16 | 12 | 18 | 68 | 69 | −1  |
|  | 12.  | Barnet                 | 60 | 46 | 16 | 12 | 18 | 45 | 50 | −5  |
|  | 13.  | Dover Athletic         | 60 | 46 | 16 | 12 | 18 | 58 | 64 | −6  |
|  | 14.  | Chesterfield           | 59 | 46 | 14 | 17 | 15 | 55 | 53 | +2  |
|  | 15.  | Halifax Town           | 59 | 46 | 13 | 20 | 13 | 44 | 43 | +1  |
|  | 16.  | Hartlepool Utd         | 59 | 46 | 15 | 14 | 17 | 56 | 62 | −6  |
|  | 17.  | Gateshead (-9)         | 57 | 46 | 19 | 9  | 18 | 52 | 48 | +4  |
|  | 18.  | Dag & Red              | 56 | 46 | 15 | 11 | 20 | 50 | 56 | −6  |
|  | 19.  | Maidenhead Utd         | 54 | 46 | 16 | 6  | 24 | 45 | 70 | −25 |
|  | 20.  | Boreham Wood           | 52 | 46 | 12 | 16 | 18 | 53 | 65 | −12 |
|  | 21.  | Aldershot Town         | 44 | 46 | 11 | 11 | 24 | 38 | 67 | −29 |
|  | 22.  | Havant & Waterlooville | 40 | 46 | 9  | 13 | 24 | 62 | 84 | −22 |
|  | 23.  | Braintree Town (-3)    | 38 | 46 | 11 | 8  | 27 | 48 | 78 | −30 |
|  | 24.  | Maidstone Utd          | 34 | 46 | 9  | 7  | 30 | 37 | 82 | −45 |

Legenda:
      Promosso in EFL League Two 2019-2020.
  Ammesso ai play-off.
      Retrocesso in National League North 2019-2020.
      Retrocesso in National League South 2019-2020.
Regolamento:
Tre punti a vittoria, uno a pareggio, zero a sconfitta.
In caso di arrivo di due o più squadre a pari punti, la graduatoria viene stilata secondo i seguenti criteri:
- differenza reti
- maggior numero di gol segnati
- maggior numero di vittorie
- classifica avulsa

Note:

Gateshead retrocesso in National League North per inadempienze finanziarie.
L'Aldershot Town è stato poi riammesso in National League 2019-2020.
Penalizzazioni:

Il Gateshead è stato sanzionato con 9 punti di penalizzazione per irregolarità finanziarie.
Il Braintree Town è stato sanzionato con 3 punti di penalizzazione per aver utilizzato un calciatore non idoneo nella gara con l'AFC Fylde.

## Spareggi

### Play-off

#### Tabellone
|  | Quarti di finale | Quarti di finale | Quarti di finale       |              |           | Semifinali | Semifinali     | Semifinali |  |  | Finale | Finale | Finale |  |
|  |                  |                  |                        |              |           |            |                |            |  |  |        |        |        |  |
|  |                  |                  |                        |              |           | 2          | Solihull Moors | 0          |  |  |        |        |        |  |
|  |                  |                  |                        |              |           | 2          | Solihull Moors | 0          |  |  |        |        |        |  |
|  |                  |                  |                        | AFC Fylde    | 1         |            |                |            |  |  |        |        |        |  |
|  | 5                | AFC Fylde        | 3                      | AFC Fylde    | 1         |            |                |            |  |  |        |        |        |  |
|  | 5                | AFC Fylde        | 3                      |              |           |            |                |            |  |  |        |        |        |  |
|  | 6                | Harrogate Town   | 1                      |              |           |            |                |            |  |  |        |        |        |  |
|  | 6                | Harrogate Town   | 1                      |              | AFC Fylde | AFC Fylde  | 0              |            |  |  |        |        |        |  |
|  |                  |                  |                        |              |           |            |                |            |  |  |        |        |        |  |
|  |                  |                  | Salford City           | Salford City | 3         |            |                |            |  |  |        |        |        |  |
|  |                  |                  |                        | Salford City | 3         |            |                |            |  |  |        |        |        |  |
|  |                  |                  |                        |              |           |            |                |            |  |  |        |        |        |  |
|  |                  |                  |                        |              |           |            |                |            |  |  |        |        |        |  |
|  |                  | 3                | Salford City (4-3 dcr) | 1            |           |            |                |            |  |  |        |        |        |  |
|  |                  |                  |                        | 1            |           |            |                |            |  |  |        |        |        |  |
|  |                  |                  |                        | Eastleigh    | 1         |            |                |            |  |  |        |        |        |  |
|  | 4                | Wrexham          | 0                      | Eastleigh    | 1         |            |                |            |  |  |        |        |        |  |
|  | 4                | Wrexham          | 0                      |              |           |            |                |            |  |  |        |        |        |  |
|  | 7                | Eastleigh (dts)  | 1                      |              |           |            |                |            |  |  |        |        |        |  |

#### Quarti di finale
|           | Risultati |                | Luogo e data           |
| --------- | --------- | -------------- | ---------------------- |
| AFC Fylde | 3-1       | Harrogate Town | Wesham, 1 maggio 2019  |
| Wrexham   | 0-1 (dts) | Eastleigh      | Wrexham, 2 maggio 2019 |
|           |           |                |                        |

#### Semifinali
|                | Risultati     |           | Luogo e data            |
| -------------- | ------------- | --------- | ----------------------- |
| Solihull Moors | 0-1           | AFC Fylde | Solihull, 4 maggio 2019 |
| Salford City   | 1-1 (4-3 dcr) | Eastleigh | Salford, 5 maggio 2019  |
|                |               |           |                         |

#### Finale
|              | Risultati |           | Luogo e data                     |
| ------------ | --------- | --------- | -------------------------------- |
| Salford City | 3-0       | AFC Fylde | Londra (Wembley), 11 maggio 2019 |
|              |           |           |                                  |

## Statistiche

### Individuali

#### Classifica marcatori
| Gol |  |  | Giocatore      | Squadra                |
| --- |  |  | -------------- | ---------------------- |
| 26  |  |  | Danny Rowe     | Fylde                  |
| 25  |  |  | Paul McCallum  | Eastleigh              |
| 22  |  |  | Macauley Bonne | Leyton Orient          |
| 20  |  |  | Adam Rooney    | Salford City           |
| 19  |  |  | Scott Boden    | Gateshead\Chesterfield |
| 16  |  |  | Jack Muldoon   | Harrogate Town         |
| 15  |  |  | Michael Cheek  | Ebbsfleet United       |
| 14  |  |  | Adi Yussuf     | Solihull Moors         |